# Robert Lozar
Robert Lozar, akademski slikar (Novo mesto, 1967), ki je leta 1993 diplomiral pri prof. Metki Krašovec na Akademiji za likovno umetnost v Ljubljani. Leta 1992 je prejel študentsko Prešernovo nagrado Akademije za likovno umetnost v Ljubljani. Od leta 1995 do 2000 je bil odgovorni oz. glavni urednik revije Likovne besede. Od 1994 ima status samozaposlenega na področju kulture. Leta 2006 je prejel delovno štipendijo Ministrstva za kulturo RS. Živi in ustvarja na Butoraju, v Beli krajini.
1. ↑  https://european-art.net/person/redirect?i=7&p=2134